# Juan Eleder Acedo
 Juan Eleder Acedo Elorriaga (Guecho, Vizcaya, 8 de septiembre de 1968), conocido deportivamente como Eleder, es un exfutbolista español que jugaba principalmente de lateral izquierdo.

## Trayectoria
Eleder se formó en la cantera del Athletic, debutando con el Bilbao Athletic en 1988. En la temporada 1989-90 fue cedido a la S. D. Eibar en Segunda División. Jugó dos campañas más con el Bilbao Athletic en Segunda hasta que, en 1992, se marchó al Sestao Sport. En 1994 fichó por la U. D. Las Palmas avalado por Iñaki Sáez, donde pasó cuatro campañas y logró un ascenso a Segunda en 1996.
En 1998 fichó por el C. D. Numancia, siendo pieza clave de la plantilla numantina que ascendió a Primera División. El 26 de septiembre de 1999 debutó en Primera División. Después de haber disputado seis encuentros en la campaña 1999-00, fichó por la S. D. Eibar. En 2002 se incorporó al Barakaldo C. F., donde jugó otras dos campañas. Se retiró en 2005 en las filas del Arenas Club.

## Clubes
| Club              | País   | Temporada   |
| ----------------- | ------ | ----------- |
| Bilbao Athletic   | España | 1988 - 1989 |
| S. D. Eibar       | España | 1989 - 1990 |
| Bilbao Athletic   | España | 1990 - 1992 |
| Sestao Sport Club | España | 1992 - 1994 |
| U. D. Las Palmas  | España | 1994 - 1998 |
| C. D. Numancia    | España | 1998 - 2000 |
| S. D. Eibar       | España | 2000 - 2002 |
| Barakaldo C. F.   | España | 2002 - 2004 |
| Arenas Club       | España | 2004 - 2005 |